# Bitka pri Yorktownu
Bitka pri Yorktownu je bila zadnja bitka v ameriški vojni za neodvisnost, v kateri so Američani premagali vojsko Združenega kraljestva in je potekala od 28. septembra do 19. oktobra 1781.
Bitka je potekala v mestu Yorktown v Virginiji. Britanski poveljnik Charles Cornwallis je svoje enote (okoli 8.000 vojakov) utrdil v mestu in tam čakal na okrepitve, ki naj bi prišle po morju. Izguba pomorske premoči pa je preprečila Britancem, da bi do Yorktowna pripeljali dodatne enote. 28. septembra je bilo mesto obkoljeno. Mesto je oblegalo okoli 10.000 francoskih vojakov pod poveljstvom Jeana Rochambeauja in La Fayetta ter kakih 8.850 ameriških vojakov, ki jih je vodil general George Washington. Pomanjkanje hrane in streliva je prisililo britanskega poveljnika, da se je s svojo vojsko predal. To je hkrati prisililo kraljestvo Velike Britanije, da je vstopilo v pogovore o končanju ameriške vojne za neodvisnost.

## Ozadje
Po šestih letih vojne sta bili tako britanska kot kontinentalna vojska izčrpani. Britanci so na sovražnem ozemlju obdržali le nekaj obalnih območij v Ameriki. Na drugi strani Atlantika je Britanija prav tako vodila globalno vojno s Francijo in Španijo. Ameriški konflikt je bil nepriljubljen in ni mu bilo videti konca. Za trinajst kolonij je dolg boj za neodvisnost vodil v ogromen dolg, pomanjkanje hrane in pomanjkanje morale med vojaki. Obe strani sta obupno iskali dokončno zmago.
General George Washington in njegova kontinentalna vojska sta se spomladi 1781 morala odločiti. Lahko bi zadala odločilen udarec Britancem v New Yorku ali pa se usmerila na jug, v Yorktown v Virginiji, kjer so bile nameščene čete generala Charlesa Lorda Cornwallisa. Washington in njegov francoski zaveznik, generalpodpolkovnik Comte de Rochambeau sta stavila na jug, kjer jima je bila zagotovljena ključna pomorska podpora francoske flote pod poveljstvom admirala Comteja de Grassa. Zavezniške vojske so prehodile na stotine kilometrov od svojega poveljstva severno od New Yorka do Yorktowna, kar je bil največji premik čet v ameriški revoluciji. Presenetili so Britance v obleganju, ki je preobrnilo tok v smeri ameriške zmage v vojni za neodvisnost.
Jeseni 1781 Britanci zasedejo Yorktown, kjer Cornwallis namerava preurediti in oskrbeti svojo 9.000-člansko vojsko. Medtem ko čaka na zaloge in nujno potrebne okrepitve Kraljeve mornarice, kontinentalna vojska izkoristi priložnost. Ko prejmeta novico, da bo francoska flota na voljo za obleganje južno od New Jerseyja, Washington in Rochambeau premakneta svojo silo skoraj 8.000 mož na jug v Virginijo, kjer se nameravata pridružiti in voditi približno 12.000 drugih milic, francoskih čet in kontinentalnih čet pri obleganju Yorktowna.
5. septembra, medtem ko je zavezniška vojska še na poti, francoska flota varuje vhod v zaliv Chesapeake. Kraljeva vojna mornarica, ki poskuša pripluti po zalivu do Cornwallisa, se sreča s francoskimi vojaškimi ladjami ob ustju Chesapeaka. V tem spopadu, imenovanem bitka pri Chesapeaku, je britanska flota poražena in prisiljena zapustiti Cornwallisovo vojsko v Yorktownu.

## Začetek obleganja
Po napornem pohodu ameriške in francoske sile 28. septembera prispejo blizu Yorktowna in takoj začnejo trdo delo obleganja Cornwallisa in njegovih mož. Cornwallis je postavil vrsto redut na obrobju Yorktowna, medtem ko se večina njegovih mož skriva v mestu.
S pomočjo francoskih inženirjev so ameriške in francoske čete začele kopati vrsto vzporednih jarkov, ki so čete in topništvo pripeljale dovolj blizu, da so lahko povzročile škodo Britancem. Vojaki združenih sil so noč in dan mrzlično delali z lopatami in sekirami, da bi ustvarili obrambno linijo jarkov, ki bi ujela Britance. Medtem ko se delo na vzporednicah nadaljuje, Britanci poskušajo motiti zavezniške operacije z uporabo tisto malo topništva, kar jim je ostalo. Njihovi poskusi se izkažejo za neuspešne.

### 9. oktober
Zavezniške linije so zdaj v dosegu mušket Britancev, ameriško in francosko topništvo pa je na položaju. Popoldne se začne zavezniško obstreljevanje, Francozi odprejo salvo. Na ameriški strani George Washington sproži prvi top, da začnejo svoj napad. Njegovo topništvo sestavlja tri 24-stotne, tri 18-stotne, dve 8-palčni (203 mm) havbici in 6 minometov, skupaj 14 topov. Skoraj teden dni je topniško obstreljevanje neprekinjeno, uničuje preostale živce Britancev in prebija luknje v britanski obrambi.

### 11. oktober
Washington ukaže četam, naj izkopljejo drugi vzporedni jarek 400 jardov (366 metrov) bližje britanskim linijam. Britanski reduti št. 9 in št. 10 preprečujeta, da bi se druga vzporednica razširila do reke, Britanci pa še vedno lahko okrepijo garnizije znotraj redut. Te je bilo treba zavzeti s silo. Nova linija je bila vzpostavljena do jutra 12. oktobra.

### 14. oktober
V noči brez lune, po nenehnem topniškem obstreljevanju za oslabitev britanske obrambe, se ameriške in francoske sile pripravljajo na presenetljiv napad na reduti št. 9 in št. 10. Da bi ohranili element presenečenja, vojaki ne napolnijo ali pripravijo svojega orožja. Geslo za operacijo je "Rochambeau", ki ga Američani prevedejo kot "Rush on boys!" Napad se začne z diverzijskim napadom na reduto severneje od Yorktowna ob 18.30, kar daje vtis, da bo napadeno samo mesto. Nato sile podpolkovnika Alexandra Hamiltona, ki jih sestavlja oddelek 400 njegovih lahkih pehotnikov, napadejo reduto št. 10 z nameščenimi bajoneti in praznimi mušketami. Da bi preprečili britanskim branilcem pobeg pred prihajajočim napadom, čete podpolkovnika Johna Laurensa pokrivajo zadnji del redute.
Ko ameriške čete z sekirami sekajo abatis, so Britanci opozorjeni. Britanski stražar strelja na Američane in Američani nadaljujejo z napadom na utrdbo, plezajo čez parapet in se spuščajo v reduto. Sledi resen boj od blizu, vendar so Britanci preobremenjeni. To je osupljiva zmaga, pri kateri so Američani utrpeli le 34 žrtev.
Francozi hkrati napadejo reduto št. 9 in po enako silovitem streljanju prevzamejo nadzor od Britancev. Cornwallisov položaj je nevzdržen, saj ima francosko-ameriško zavezništvo topništvo na treh njegovih straneh, z dodatnimi novimi topovi, nameščenimi v redutah št. 9 in št. 10 po njihovem padcu. V zadnjem poskusu Cornwallis 15. oktobra naroči protinapad, ki pa se klavrno konča.

### 17. oktober
Tisto jutro je na parapetu na sprednjem položaju britanskih linij viden osamljen britanski bobnar, ki bije "premirje" in britanski častnik, ki maha z belim robcem, privezanim na konec meča. Z zavezanimi očmi in pripeljan za ameriške linije, britanski častnik zagotovi pogoje predaje za britansko vojsko.

### 19. oktober
Na polju zunaj Yorktowna poteka kapitulacija, ko britanske čete in njihovi hessenski zavezniki, z zvitimi in pospravljenimi zastavami, mračno korakajo med kontingenti ameriških in francoskih sil. Britanci iščejo častne pogoje predaje, vendar Washington zavrne, saj ameriškim silam ta čast ni bila dodeljena v Charlestonu, Južna Karolina predtem leta 1780.

## Zaključek
Bitka pri Yorktownu označuje propad britanskih vojnih prizadevanj. Kasneje se govori, da je britanska skupina med predajo pri Yorktownu igrala melodijo "The World's Turned Upside Down" – apokrifna zgodba, ki je postala del ameriške folklore. Toda svet se tisti dan resnično spremeni, saj se večje vojaške operacije vojne za neodvisnost prenehajo.
Ko novica o Cornwallisovi predaji 25. novembra doseže London, predsednik vlade, lord North, izjavi: "O, Bog. Vse je končano. Vse je končano." 5. marca 1782 parlament Združenega kraljestva sprejme zakon, ki pooblašča vlado, da sklene mir z Ameriko. Lord North odstopi 15 dni kasneje. Čeprav Američani potrebujejo še dve leti spretne diplomacije, da formalno zagotovijo svojo neodvisnost s Pariško pogodbo, je vojna dobljena z britanskim porazom pri Yorktownu.